# Signe Andersen
Signe Holt Andersen (28 agosto 1999) è una calciatrice danese, di ruolo centrocampista offensivo.

## Carriera

### Club
Andersen inizia l'attività agonistica in patria, vestendo la maglia Skovbakken fino all'estate 2017.
Con la decisione della società di unirsi al Vejlby IK Fodbold, dalla stagione 2017-2018 la squadra mutò denominazione in VSK Aarhus per disputare il campionato di Elitedivisionen, massimo livello del campionato svedese femminile di calcio, con i nuovi colori per la stagione entrante. Andersen fu tra le giocatrici che andarono a formare la rosa della nuova squadra che, chiudendo al 5º posto in campionato.
Al termine della stagione decide di continuare la carriera all'estero, trasferendosi al Växjö DFF cogliendo l'opportunità di giocare in Damallsvenskan, livello di vertice del campionato svedese, per la seconda parte della stagione. A disposizione del tecnico Pierre Fondin, fa il suo debutto in campionato il 18 agosto, alla 14ª giornata, subentrando a Sofia Johansson nel secondo tempo della sconfitta in trasferta per 1-0 con il Kristianstads DFF. Alla sua prima stagione svedese matura 8 presenze in Damallsvenskan, ma è in Coppa di Svezia che sigla i suoi primi gol, segnando il 10 ottobre una doppietta nella vittoria esterna per 3-1 sull'Asarum.
Il cambio del tecnico sulla panchina della squadra, affidata inizialmente a Henrik Larsson, poi al duo Maria Nilsson e Magnus Olsson, coincidono con a promozione a titolare di Andersen nel reparto offensivo, giocando 21 partite su 22 incontri di campionato, siglando 5 reti, la prima in Damallsvenskan quella che porta sul 3- il parziale sul Limhamn Bunkeflo, incontro poi terminato sul 3-1, tra cui la doppietta nel rocambolesco recupero del Kungsbacka DFF terminato 5-5. Alla fine della stagione sottoscrive anche il rinnovo del contratto, rimanendo legata alla società anche per il 2020 fino all'estate 2021, maturando complessivamente 62 presenze in campionato con 12 gol.
Dopo aver ottenuto consensualmente lo scioglimento degli impegni con il club svedese, durante il calciomercato estivo 2021 decide di unirsi alla Lazio, club italiano neopromosso in Serie A, per la sua seconda esperienza all'estero. L'esperienza con la squadra romana è durata pochi mesi, visto che ha rescisso il contratto a inizio dicembre 2021, dopo aver collezionato 6 presenze e 2 reti in campionato.

### Nazionale
Andersen inizia ad essere convocata dalla Federcalcio danese fin dal 2014, chiamata inizialmente nella formazione Under-16 per disputare la doppia amichevole del 2 e 4 settembre in quell'occasione entrambe perse con le pari età della Germania, per poi disputare fino all'anno successivo altri 7 incontri, in Irlanda e nell'edizione 2015 della Nordic Cup di categoria.
Sempre del settembre 2015 è il suo debutto in Under-17, impiegata in una vittoriosa doppia amichevole con l'Italia e, inserita in rosa con la squadra che affronta le qualificazioni all'Europeo di Bielorussia 2016, due incontri della prima fase e due della fase élite, condividendo con le compagne il superamento, da imbattuta, il turno del gruppo G,  ma venendole negata dalla Spagna l'accesso alla fase finale, non riuscendo per una peggiore differenza reti a qualificarsi come migliore seconda.